# Leovigildo López Fitoria
Leovigildo López Fitoria CM (* 7. Juni 1927 in Boaco; † 5. August 2016 in Daría, Departamento Granada) war ein nicaraguanischer Ordensgeistlicher und römisch-katholischer Bischof von Granada.

## Leben
Leovigildo López Fitoria trat der Ordensgemeinschaft der Lazaristen bei und empfing am 11. Juli 1954 die Priesterweihe.
Papst Paul VI. ernannte ihn am 7. Juli 1972 zum Bischof von Granada. Der Apostolische Nuntius in Honduras und Nicaragua, Erzbischof Lorenzo Antonetti, spendete ihm am 7. Oktober desselben Jahres die Bischofsweihe; Mitkonsekratoren waren José Eduardo Alvarez Ramírez CM, Bischof von San Miguel, und Manuel Salazar y Espinoza, Weihbischof in León en Nicaragua.
Am 15. Dezember 2003 nahm Papst Johannes Paul II. seinen altersbedingten Rücktritt an.